# Johannes Paul Thilman
Johannes Paul Thilman   (Dresden, 11 de gener de 1906 - Dresden, 29 de gener de 1973) fou un compositor alemany.
Thilman, que realment volia convertir-se en professor, es va trobar música als 18 anys i va estudiar inicialment. Després d'unes lliçons privada amb Paul Hindemith i Hermann Scherchen, va assistir al Conservatori de Leipzig el 1929 i va estudiar Composició amb Hermann Grabner. Les primeres actuacions de les seves obres van tenir lloc després d'acabar els estudis el 1931. Van ser interpretades al "Donaueschingen" pel seu mestre, Hindemith. L'any 1940 es va convertir en l'instructor de composició a l'Escola de Música "Carl Maria von Weber" de la seva ciutat natal, Dresden. Va ser professor allà des de l'any 1956 fins a convertir-se en professor emèrit el 1968. Entre els seus estudiants hi havia els compositors Friedrich Goldmann i Udo Zimmermann. A més de les seves activitats acadèmiques, també va participar en la vida musical de Dresden. El 1960, Thilman va rebre el Premi Nacional d'Alemanya de l'Est.

## Estil
Thilman era un compositor conservador. La seva música és tonal i fa referència a la forma i l'harmonia de la música romàntica. La seva melodia sempre és enganxosa i poc complicada. Thilman es va inspirar especialment en la música folk. Aquesta influència es pot escoltar clarament en moltes de les seves obres. La majoria de les seves obres són breus. En general, el seu to és fresc i poc complicat en lloc de dramàtic. Sens dubte, Thilman va orientar les seves obres cap a l'estètica del realisme socialista. En les seves obres posteriors, va triar sovint configuracions inusuals i formes més lliures per a les seves obres. Thilman va ser molt respectat a Alemanya Oriental. La seva Simfonia núm. 4 era particularment popular. Avui, però, és majoritàriament oblidat.